# Augusto Roa Bastos

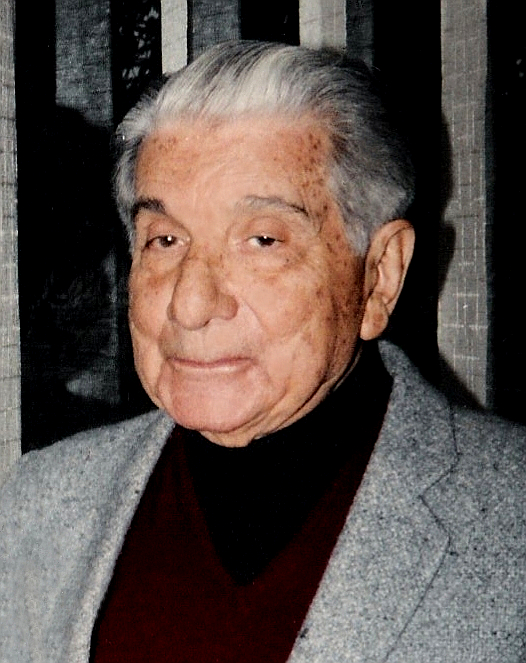
Augusto Roa Bastos

Augusto Roa Bastos (Asuncion 13 juni 1917 – aldaar, 26 april 2005) was een Paraguayaans schrijver. Hij wordt algemeen gerekend tot de grootste Latijns-Amerikaanse romanciers van de twintigste eeuw.

## Leven
Roa Bastos werd geboren in een vooraanstaande familie, eigenaren van een suikerplantage. Via de privébibliotheek van een oom maakte hij al vroeg kennis met de Franse literatuur en het werk van William Faulkner. Na korte tijd als bankbediende te hebben gewerkt werd hij journalist en begon hij te schrijven. De ervaring van de Chaco-oorlog was van bepalende betekenis in het leven van Roa Bastos en deed hem definitief tegen elke vorm van geweld keren. Tijdens de Paraguayaanse Burgeroorlog (1947) werd hij gedwongen uit te wijken naar Argentinië, omdat hij zich uitsprak tegen de militaire dictatuur van Higinio Moríñigo. Toen hij in 1976 na de machtsovername door Jorge Videla ook in Argentinië persona non grata werd emigreerde hij naar Frankrijk, waar een aanstelling kreeg bij de Universiteit van Toulouse. Pas toen Andrés Rodríguez in 1989 in Paraguay de macht overnam van de oppressieve Alfredo Stroessner keerde hij definitief terug.

## Werk
Het vroege werk van Roa Bastos is vrij traditioneel van aard, maar vanaf midden jaren veertig maakt hij naam als een van de belangrijkste schrijvers van de ‘nieuwe roman’ in Latijns-Amerika, waarin invloeden uit de Noord-Armerikaanse en Europese Literatuur zijn verwerkt binnen een eigen Spaans-Amerikaans kader. De ondergeschiktheid van de mens aan de natuur, het humanisme en daarmee de tegenstelling tussen uitbuiters en uitgebuitenen zijn belangrijke thema’s. Ook worden veelvuldig technieken uit het Magisch Realisme toegepast. Historisch gegroeide nationale eigenaardigheden blijven bij Roa Bastos duidelijk herkenbaar, waarmee tevens sprake is van een nieuwe, alternatieve vorm van Paraguayaanse geschiedschrijving.
De bekendste werken van Roa Bastos zijn Hijo de hombre (1961, Mensenkind) en Yo, el Supremo (1974). In Hijo de hombre beschrijft hij tegen de achtergrond van de Chaco-oorlog, op melancholieke wijze, gebruik makend van moderne technieken, het miserabele leven van de armen op het platteland en de zinloze strijd tussen de indianen en de generale staven. In Yo, el Supremo herschept hij op genuanceerde wijze en op basis van gedegen onderzoek het leven van de negentiende-eeuwse Paraguayaanse dictator José Gaspar Rodríguez de Francia y Velasco.
Het werk van Roa Bastos werd in 1989 onderscheiden met de Cervantesprijs, de belangrijkste literaire onderscheiding voor Spaanstalige schrijvers.